# Comunità ebraica di Trino
Trino fu sede, fino agli anni precedenti la seconda guerra mondiale, di una piccola ma fiorente comunità ebraica, ora scomparsa.
Nel XVI secolo gli ebrei di Trino (in particolare, Iacob Albigodoz Levi e Nathanael Halfan di Perez) erano famosi in tutta Italia per la loro abilità di stampatori. Nel 1723 fu istituito il ghetto, che rimase in vigore fino all'emancipazione nel 1848. La popolazione ebraica raggiunge il massimo di 100 membri nel 1880, per poi declinare rapidamente, a causa della forte emigrazione verso i centri maggiori della regione. A preziosa testimonianza della presenza ebraica a Trino rimangono l'edificio del ghetto in corso Italia e un piccolo cimitero in via Battisti. La sinagoga, locata nell'edificio del ghetto, fu smantellata nel 1965 e i suoi preziosi arredi del Settecento furono trasferiti in Israele. La struttura architettonica dell'edificio religioso è tuttavia ancora riconoscibile.